# Luserna
|  | No s'ha de confondre amb Lusèrna e Sant Joan. |

Luserna (cimbri Lusèrn) és un municipi italià, dins de la província autònoma de província de Trento. És habitat per la minoria germànica dels cimbris. L'any 2007 tenia 303 habitants. Limita amb els municipis de Caldonazzo, Lavarone, Levico Terme, Pedemonte (VI), Rotzo (VI) i Valdastico (VI).

## Administració
| Període | Identitat       | Partit        |
| ------- | --------------- | ------------- |
| 2004-   | Luigi Nicolussi | Llista cívica |